# Metacrisia schausi
Metacrisia schausi là một loài bướm đêm thuộc phân họ Arctiinae, họ Erebidae.